# Gănești, Mureș

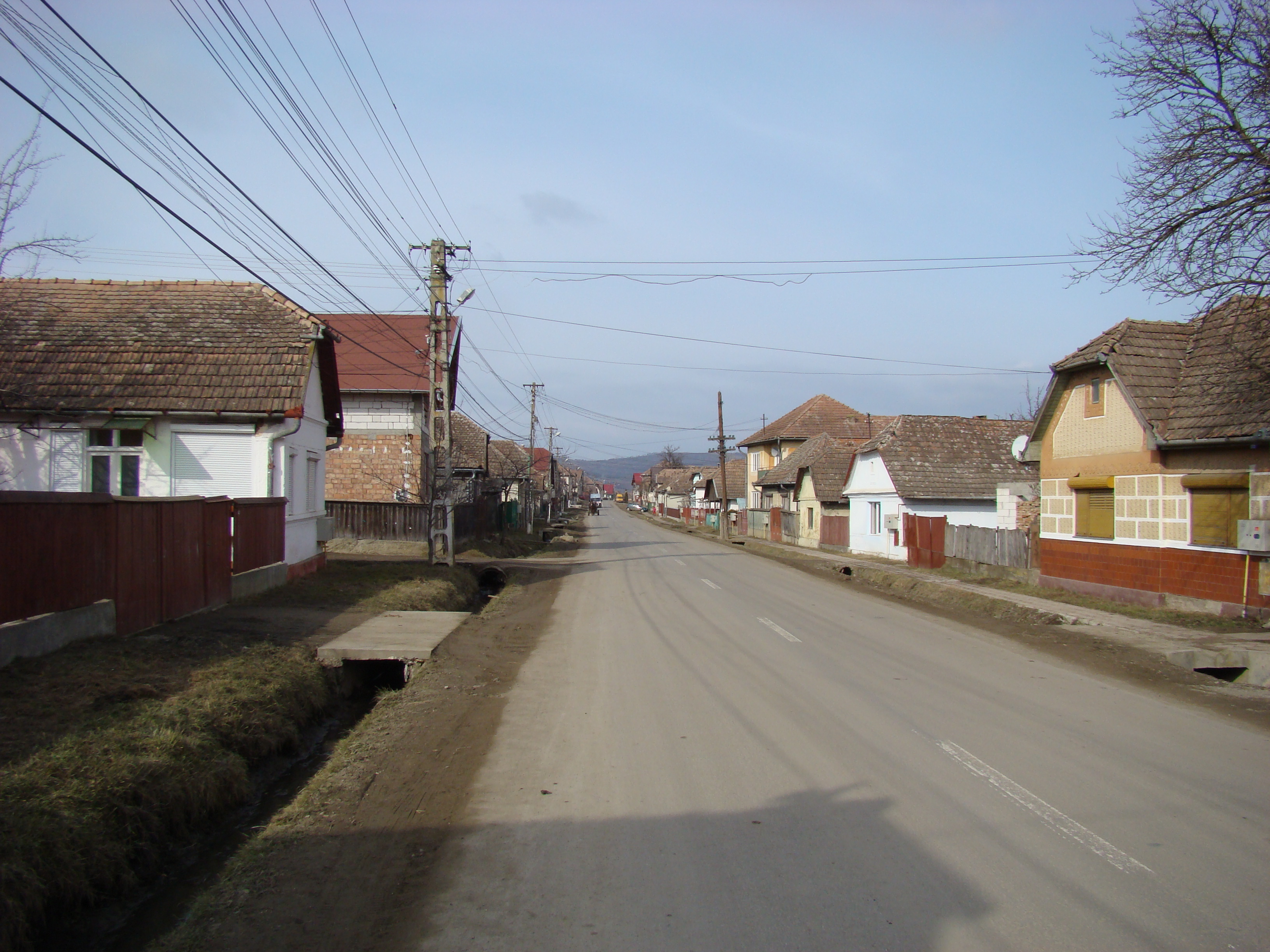

Gănești (original Ganfalău, în maghiară Vámosgálfalva, în germană Gallendorf) este satul de reședință al comunei cu același nume din județul Mureș, Transilvania, România.

## Așezare geografică
Găneștiul este situat în Podișul Transilvaniei, mai precis de o parte și de alta a râului Târnava Mică, având altitudini cuprinse între 347-504 m, cu o varietate de forme de relief, ceea ce îi conferă un pitoresc deosebit. Dealurile mai importante sunt: Păucii, Corniș la nord și Dealul Viilor la sud de Târnava Mică.
Localitatea este străbătută de râul Târnava Mică și de mai multe pâraie cu debite mici, cel mai important fiind pârâul Bedea. Satul Gănești se află la 5 km distanță de municipiul Târnăveni, fiind așezat în valea pârâului Bedea, pe ambele maluri ale râului Târnava Mică.  

## Istoric
Existența unor inscripții și ale unor rămășițe de drum atestă faptul că inițial primii locuitori se stabiliseră la vest de așezământul actual. Însă prima invazie a tătarilor din 1241 i-a obligat pe aceștia să se refugieze și să se stabilească în zona în care se află în prezent localitatea, un loc extrem de propice pentru agricultură și creșterea animalelor.
Prima atestare documentară a localității datează din 1302, când apare în izvoare sub denumirea de posessia Gálfalwa. În documente săsești așezământul este amintit sub denumirea Gallendorf, iar mai târziu în anul 1314 apare sub denumirea de Villa terra Gálfalva, denumit astfel după comitele Gál Gálfalvi.
De-a lungul istoriei, domeniul Gálfalva a fost în proprietatea mai multor persoane, oameni importanți ale acelor vremuri, de exemplu în anul 1379 domeniul ajunge în posesia lui Bolyai Tamás al cărui descendenți sunt cei doi savanți-matematicieni Farkas Bolyai respectiv János Bolyai. 
Situată în centrul Transilvaniei, valea Târnavei-Mici a fost martora multor evenimente de importanță națională, dar din datele care ne stau la dispoziție putem afirma că de numele localității se leagă doar trei evenimente majore de importanță culturală, istorică și religioasă. Două evenimente se leagă de revoluția maghiară de la 1848. În data de 17 ianuarie 1849 armata maghiară condusă de generalul polonez Iosif Bem a reușit la Gănești prima victorie împotriva armatelor habsburgice, tot în decursul anului 1849 poetul romantic  maghiar Sándor Petőfi a trecut prin Gănești în drumul său spre Secuime.
În 1638 localitatea Gănești a fost locul unei premiere religioase, în acel an constituindu-se la Gănești, pentru prima dată în toată Transilvania, primul presbiteriu protestant.
Din conscripțiile papale reiese faptul că prima biserică a comunității exista deja în 1332, numarând 400-500 de enoriași. Anul 1517 înseamnă trecerea găneștenilor la protestantismul reformat. Comunitatea a avut preoți renumiți, după cum urmează: Makai István (1630), Tövisi Máté (1636), Csávási Máté (1640), Fejérvári Mihály (1644), Csávási Máté (1650), Szentiványi János ( 1659), Eperjesi Zsigmond (1711) care a fost desemnat și episcop reformat al Transilvaniei, Küküllovári János (1720), Bibarcfalvi János (1777), episcop Kónya Ferenc (1783), Szendrei Dávid (1798), episcop Fogarasi Sámuel seniorul, autor al lucrării "De la Târgu-Mureș pâna la Göttinga", episcop Fogarasi Sámuel cel tânar (1830), Körösi Ferenc (1865), episcop Kovács Elek (1872), Tóth László (1900), episcop Fejér Pál (1925), Nagy Géza (1927), Bitay Pál (1933), Benko Zoltán (1945-1966), Máthé István (1970-1993), Keszegh András (1994-2013). Începând cu decembrie 2013 preotul reformat din Gănești este Szabó István János.
În trecut Găneștiul aparținea de comitatul Târnava-Mică, mai târziu județul Târnava Mică, care era împărțit în patru circumscripții teritoriale: circumscripția Erzsébet (Elisabetopol, azi Dumbrăveni), circumscripția Hosszúaszó (Hususău, azi Valea Lungă), circumscripția Radnót (azi Iernut), și circumscripția Dicsőszentmárton (Diciosânmartin), de care aparținea și Gănești. În perioada interbelică acestea s-au denumit plase și au fost: I. plasa Blaj , II. plasa Diciosânmartin, III. plasa Dumbrăveni și IV. plasa Iernut.

### Clădiri istorice
- Castelul Rhédey-Rothenthal

## Demografie
Evoluția demografică a satului Gănești din 1850 până în 1992:
- 1850 - 1.049 locuitori din care 217 români, 759 maghiari, 12 evrei și 7 romi
- 1930 - 1.897 locuitori din care 353 români, 1.459 maghiari, 20 evrei, 52 rromi și 2 de alte naționalități

Conform Recensământului din 2022 populația satului Gănești era de 1.922 locuitori. 

## Economia
Principala ocupație a locuitorilor este agricultura. 
Zona Gănești - Seuca este o importantă zonă viticolă, vinurile obținute aici sunt larg cunoscute și apreciate. 

## Orase înfrățite
Gănești este înfrățit cu localitatea Nagyhegyes (din anul 2000)

## Legende
Legenda "Podului Dracului" spune că la marginea vestică a satului Gănești exista o pădure în care negustorii sași au fost surprinși și jefuiți de niște haiduci. Cu prada luată haiducii au dispărut între copaci "ca niște draci". De aceea locul se numește până azi "Podul Dracului".

## Galerie de imagini

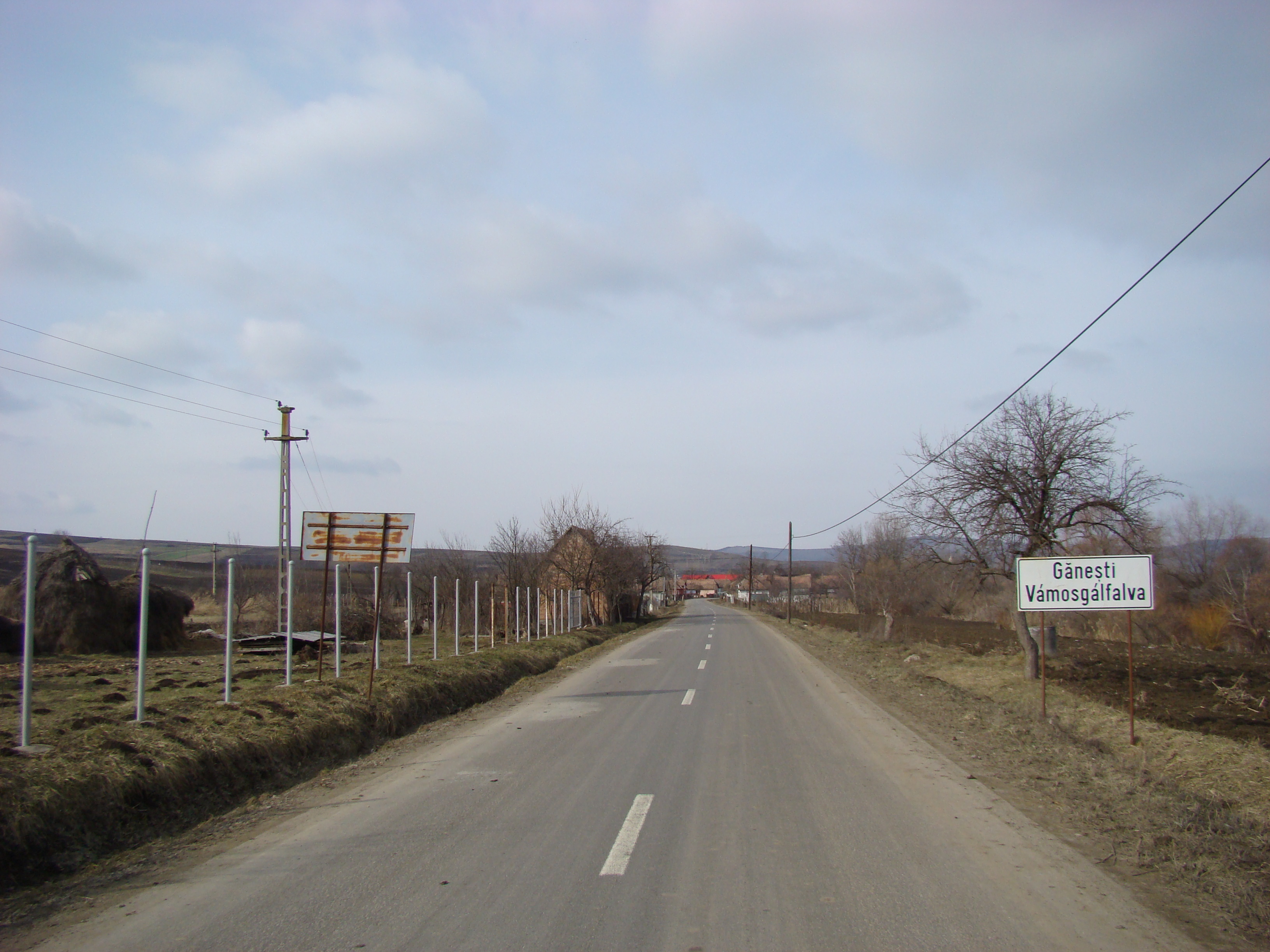
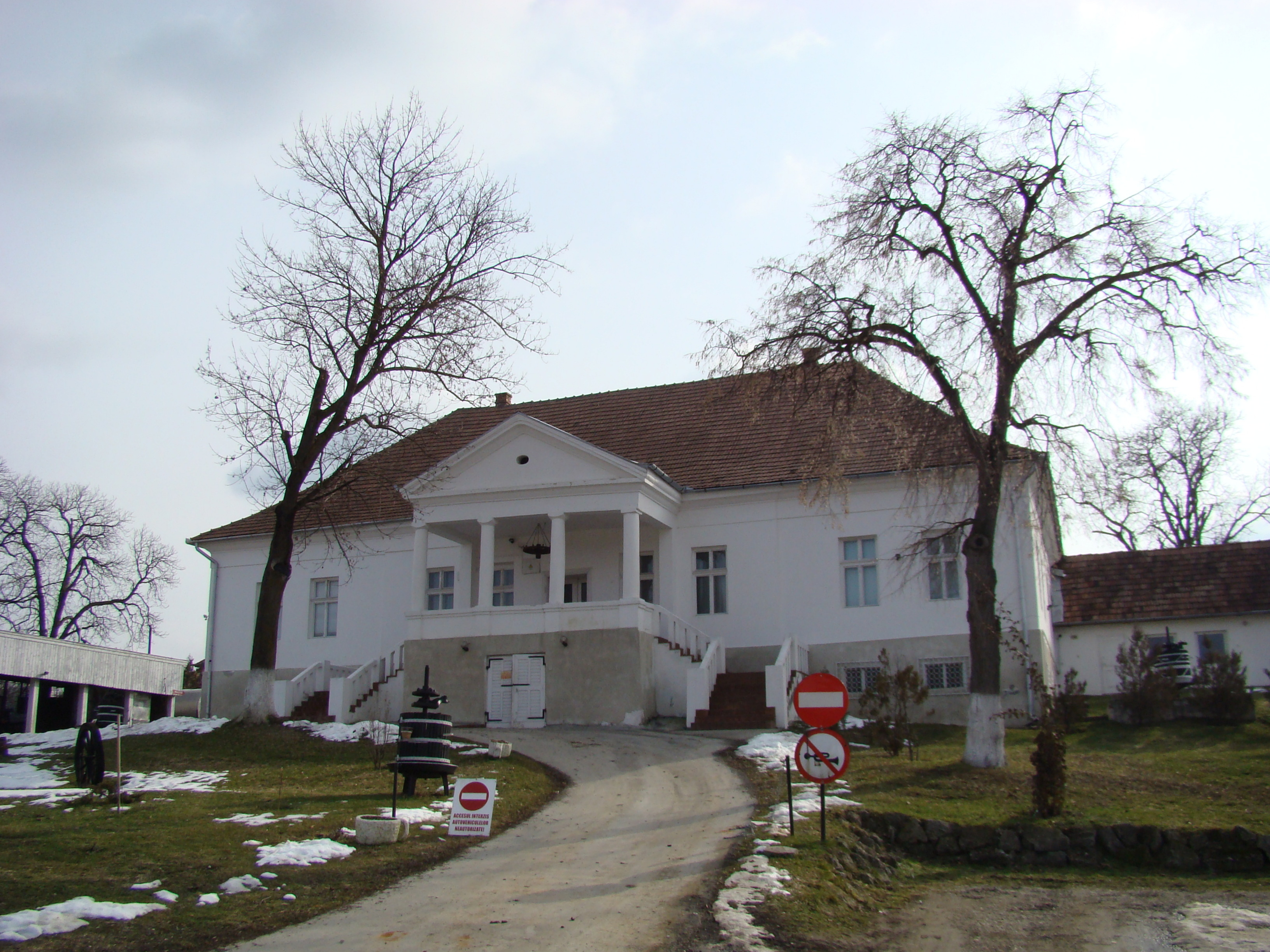
Castelul Dániel din Gănești (corpul A)
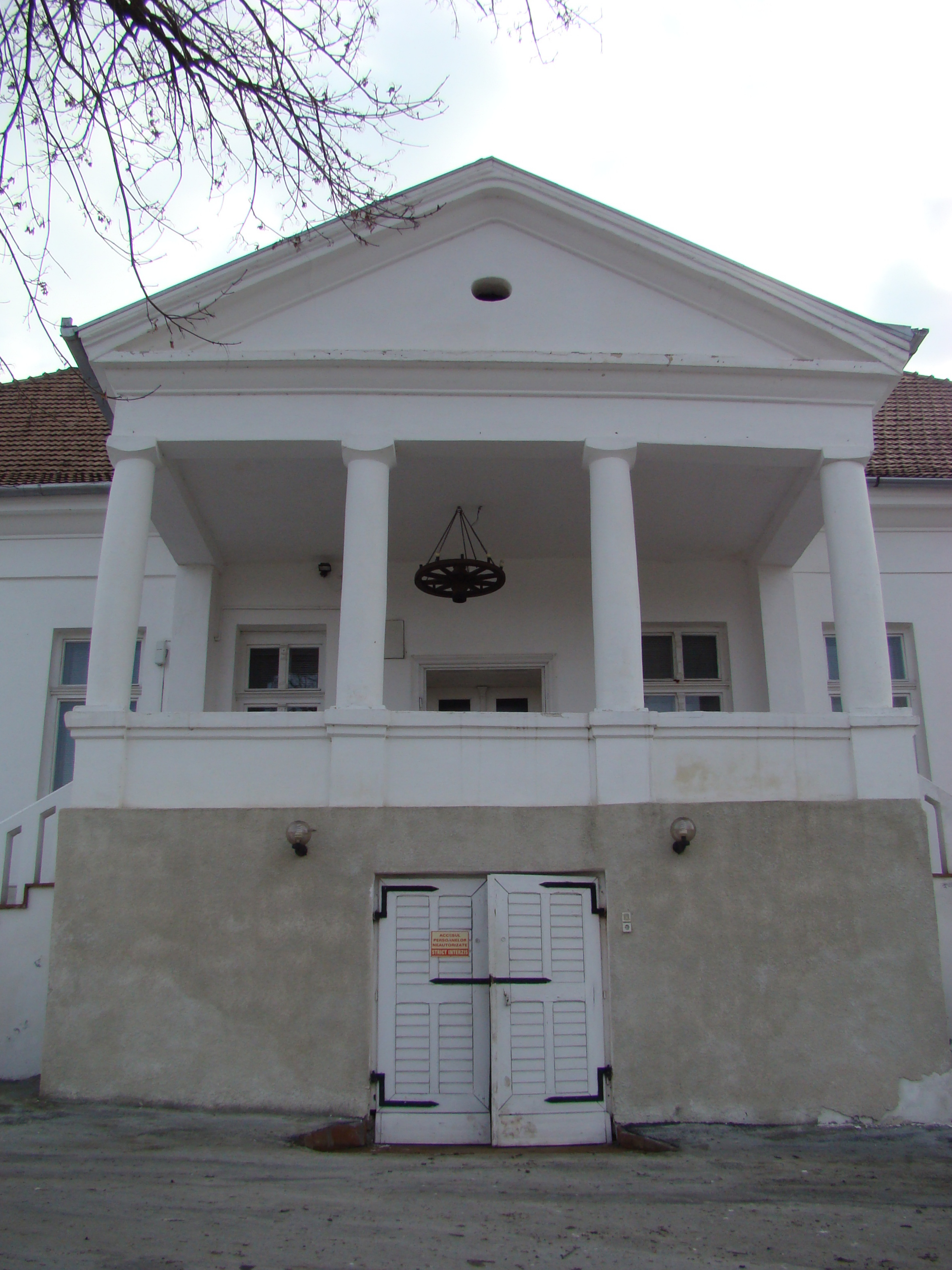
Comuniștii l-au transformat în CAP
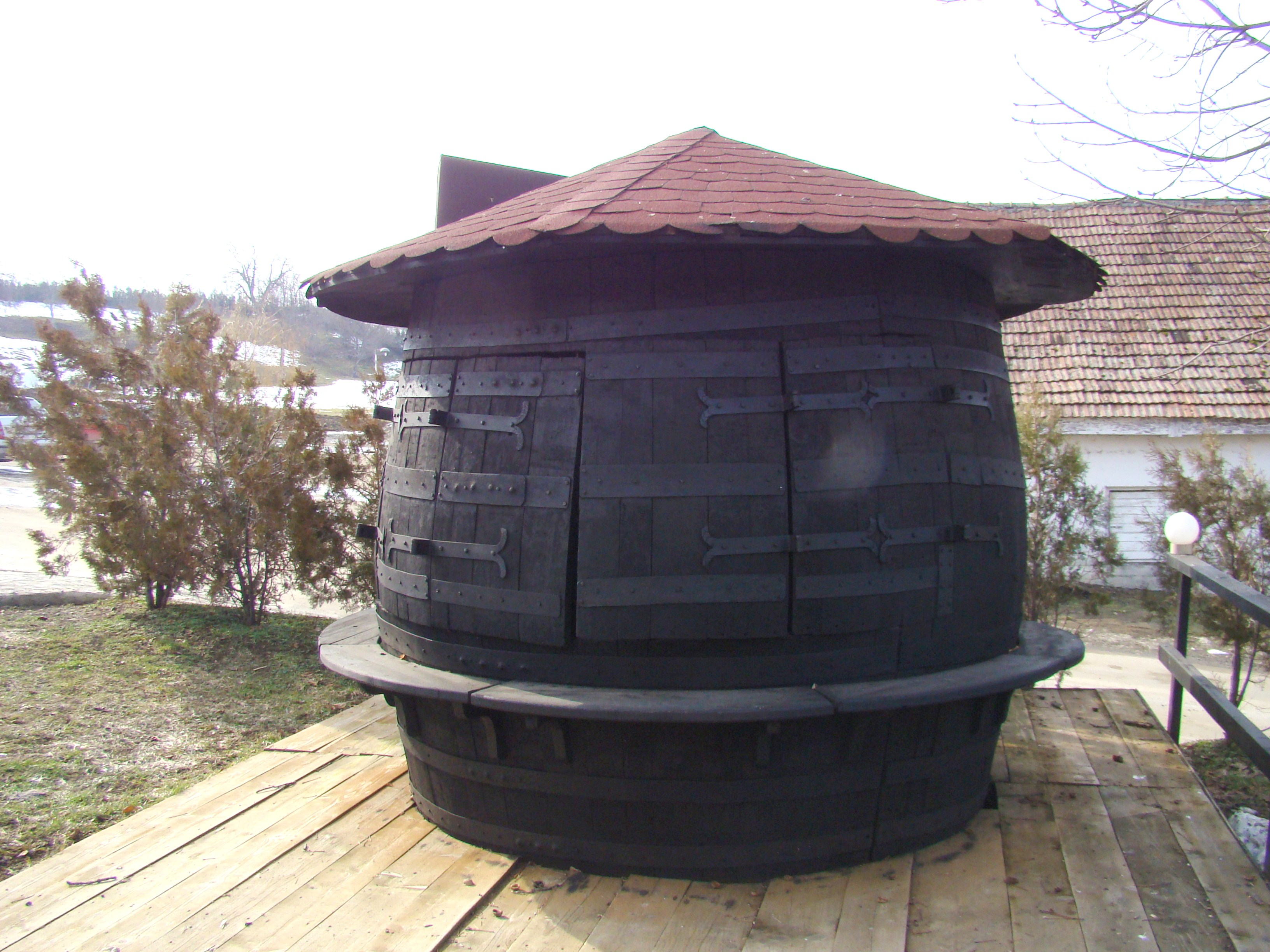
„Butoiul sasului”
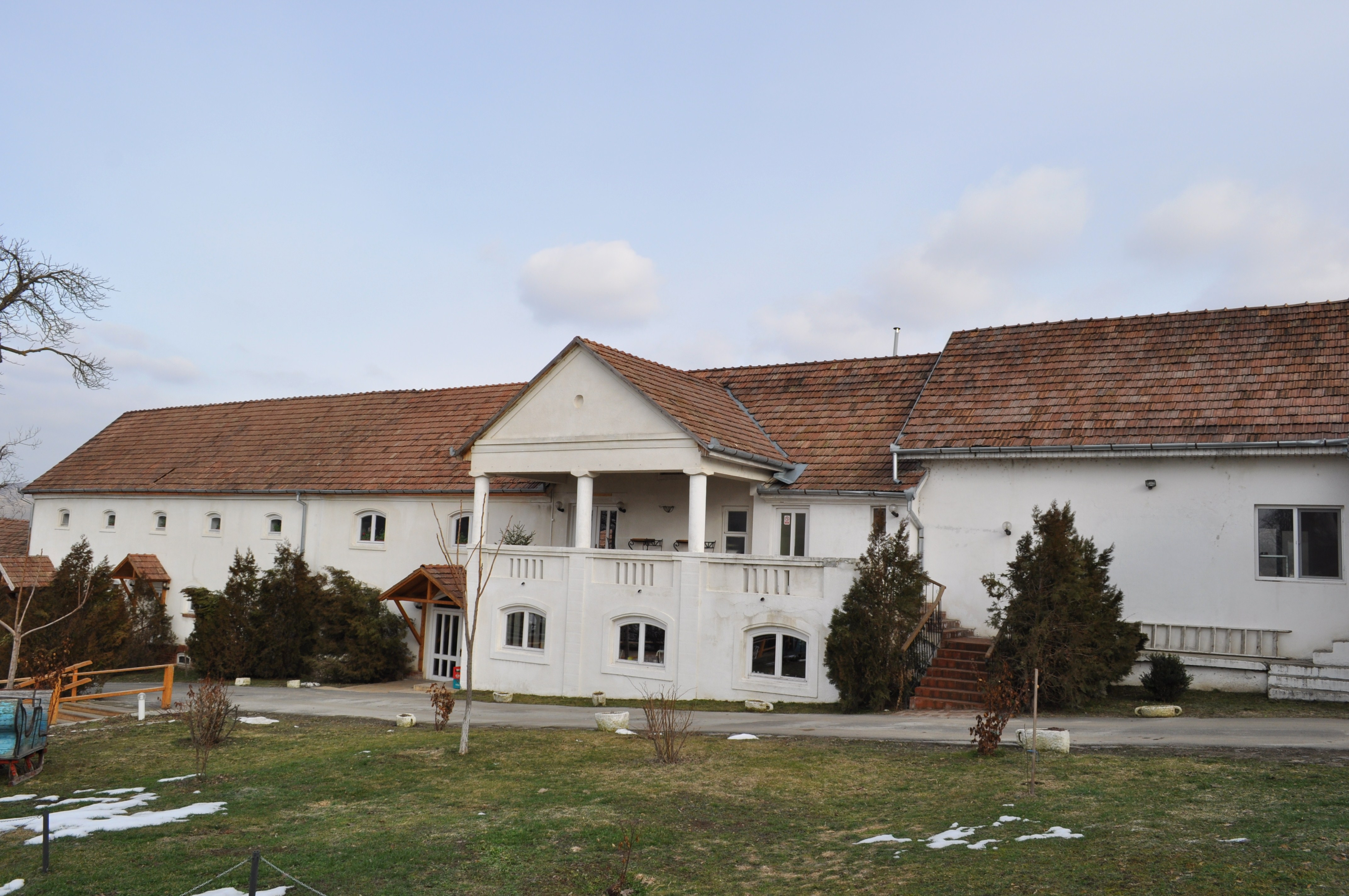
Castelul Dániel din Gănești (corpul B)